# Enrique Pieretto
Pas d'image ? Cliquez ici

a Compétitions nationales et continentales officielles uniquement.

b Matchs officiels uniquement.
Dernière mise à jour le 1 mars 2025.
Enrique Pieretto, né le 15 décembre 1994 à Córdoba, est un joueur international argentin de rugby à XV jouant au poste de pilier droit à Provence Rugby.

## Biographie

### Carrière en club
En 2016, il est nommé parmi l'effectif des Jaguares, et dispute ses huit premiers matchs de Super Rugby en tant que remplaçant. Il demeure principalement remplaçant lors des saisons suivantes, hormis la saison 2018 qu'il ne joue pas, écarté des terrains sur blessure. Après la Saison 2019 de Super Rugby, qui a vu les Jaguares atteindre leur première finale, il a disputé 33 matchs dont 6 comme titulaire.
En début de saison 2024-2025, il s'engage en tant que joker médical au Provence Rugby afin de pallier les absences de longue durée de Quentin Samaran et Federico Wegrzyn.

### Carrière internationale
Pieretto a joué pour les équipes des moins de 19 ans et des moins de 20 ans argentins. Avec cette dernière, il a joué durant le Championnat du monde junior de rugby à XV 2014, disputant des matchs contre les équipes d'Angleterre, d'Australie et des Fidji.
Il a reçu sa première sélection internationale pour un match contre l'équipe du Chili en 2016. La même année, il est aussi retenu pour jouer les tests du mois de juin contre l'équipe d'Italie et l'équipe de France. 
En 2019, il est retenu parmi les 31 joueurs argentins disputant la Coupe du monde au Japon.

## Palmarès
- Finaliste du Super Rugby en 2019 avec les Jaguares.
- Vainqueur de la Premiership en 2020 avec les Exeter Chiefs.